# Asplenium hondoense
Asplenium hondoense là một loài thực vật có mạch trong họ Aspleniaceae. Loài này được N. Murak. & Hatan. miêu tả khoa học đầu tiên năm 1988.